# Thomisme

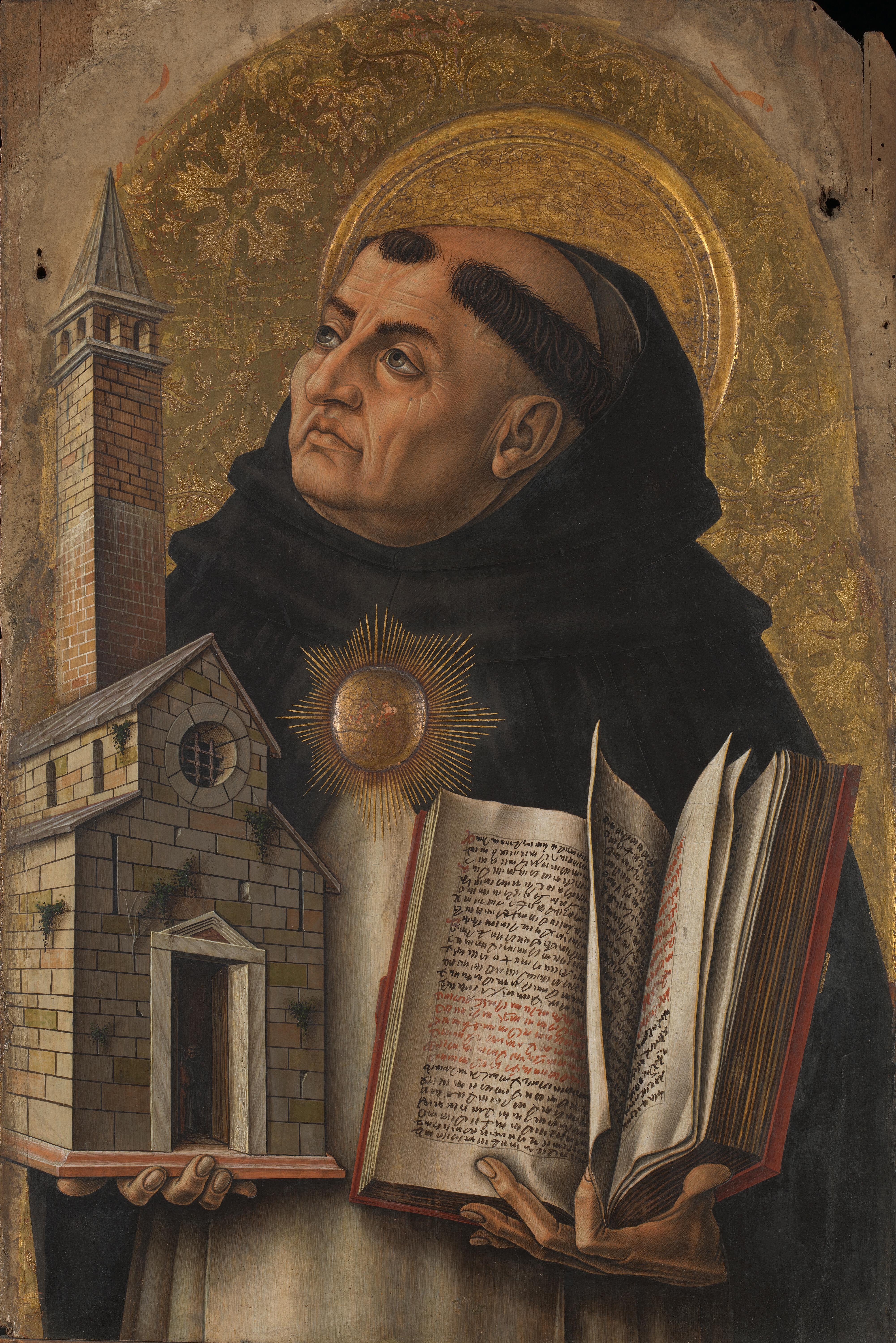
Thomas van Aquino

Thomisme is een filosofische school die de ideeën en het werk van Thomas van Aquino wil verspreiden. De naam is afgeleid van vernoemde middeleeuwse filosoof wiens Summa theologiae in de Katholieke Kerk weleens als het belangrijkste boek na de Bijbel wordt beschouwd. In de encycliek Aeterni patris huldigde paus Leo XIII, die een grote voorliefde voor het christendom van de Middeleeuwen had, Thomas als de vorst van de filosofen en beval hij ten sterkste de studie van zijn werk aan als dat van een christelijke filosoof die ver boven de andere scholastici uitsteekt. In zijn motu proprio Doctoris Angelici wees paus Pius X erop dat de leer van de Kerk niet wetenschappelijk begrepen kan worden zonder kennis van Aquino's filosofische werk, en het Tweede Vaticaans Concilie beschreef Aquino's systeem zelfs als "Eeuwigdurende Filosofie".
Aquino's filosofie integreert de christelijke leer met elementen uit het aristotelisme. Hij deed daarbij beroep op het neoplatonisme, dat na Augustinus opgang had gemaakt onder middeleeuwse filosofen. Hij was ook sterk beïnvloed door zijn studie van vroegere en contemporaine islamitische filosofen, in het bijzonder door het werk van Avicenna, Algazel en Averroes. In het algemeen verschoof door Thomas van Aquino de focus van de scholastieke filosofie van Plato naar Aristoteles.
Het neothomisme is de moderne revival van het filosofische en theologische systeem van het thomisme.

## Filosofen van het thomisme
- Dominicus Bañez
- Johannes Capreolus
- Vincent de Contenson
- Mariano Cordovani
- Reginald Garrigou-Lagrange
- Vincenzo Ludovico Gotti
- Thomas Pègues
- Edward Schillebeeckx
- Eleutherius Winance
- Tommaso Maria Zigliara